# Circondario del Meno-Taunus
Il circondario del Meno-Taunus (in tedesco Main-Taunus-Kreis) è uno dei circondari dello stato tedesco dell'Assia.
Fa parte del distretto governativo di Darmstadt.

## Città e comuni

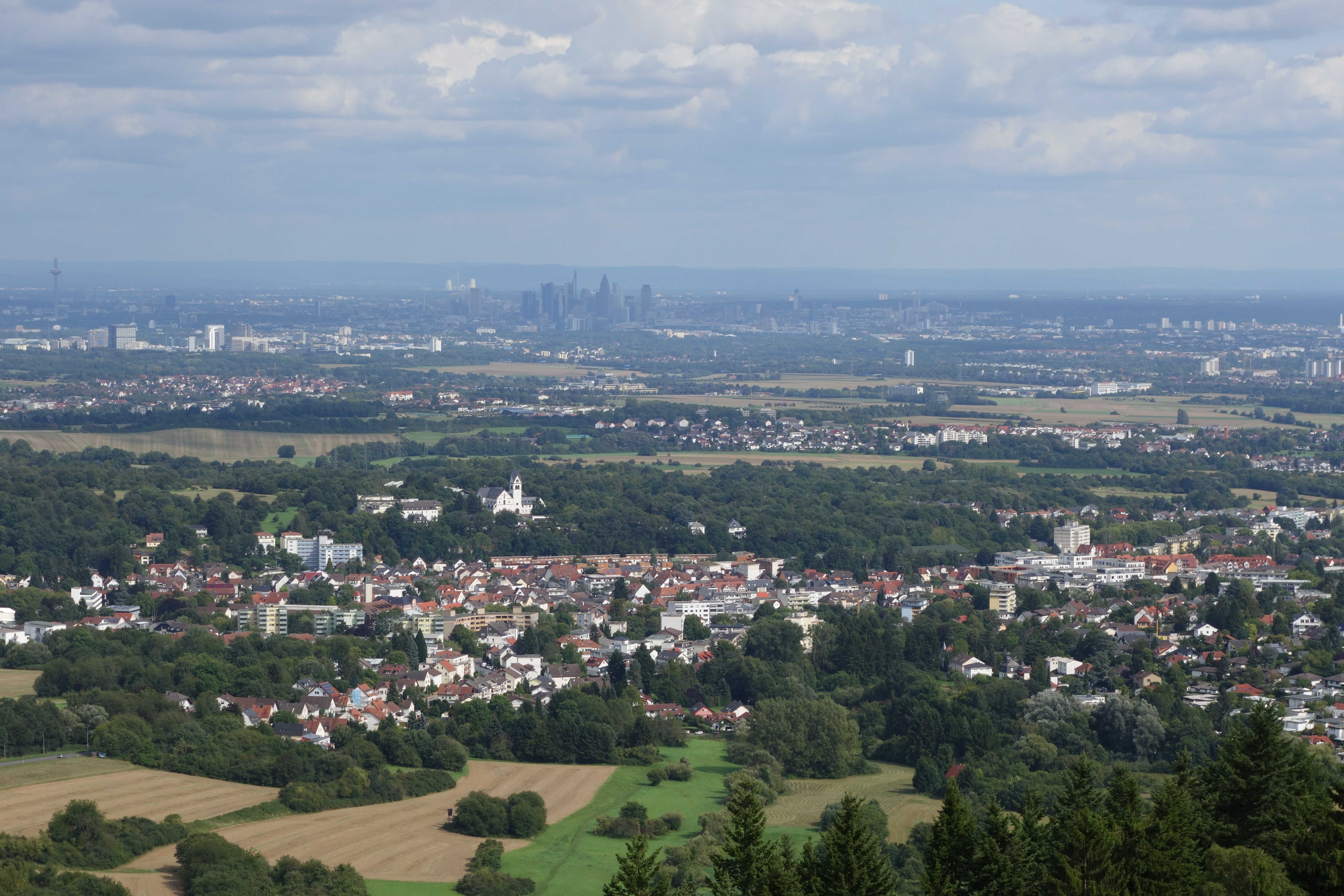
Vista dalla montagna "Staufen" su Kelkheim (in primo piano), Liederbach, Bad Soden, Sulzbach ed Eschborn (sullo sfondo: Frankfurt)

(Abitanti al 31 dicembre 2022)
| Comuni del circondario | Città 1. Bad Soden am Taunus (23 162) 2. Eppstein (13 758) 3. Eschborn (22 070) 4. Flörsheim am Main (21 851) 5. Hattersheim am Main (28 528) 6. Hochheim am Main (18 538) 7. Hofheim am Taunus (40 371) 8. Kelkheim (Taunus) (29 112) 9. Schwalbach am Taunus (15 519) | Comuni 1. Kriftel (11 151) 2. Liederbach am Taunus (9 062) 3. Sulzbach (Assia) (9 298) |